# Oliarus orithyia
Oliarus orithyia är en insektsart som beskrevs av Ronald Gordon Fennah 1958. Oliarus orithyia ingår i släktet Oliarus och familjen kilstritar. Inga underarter finns listade i Catalogue of Life.